# Cyrtandra jadunae
Cyrtandra jadunae är en tvåhjärtbladig växtart som beskrevs av Rudolf Schlechter. Cyrtandra jadunae ingår i släktet Cyrtandra och familjen Gesneriaceae. Inga underarter finns listade i Catalogue of Life.